# Samurai Shodown (игра, 2019)
Samurai Shodown (известная как Samurai Spirits в Японии) — компьютерная игра в жанре файтинг, которая была разработана и выпущена компанией SNK в 2019 году. Игра является одновременно перезапуском серии и приквелом к одноимённой игре 1993 года.

## Геймплей
Samurai Shodown представляет собой трёхмерный файтинг с двухмерной боевой системой, использующий многие элементы из прошлых игр серии. Управление состоит из четырёх кнопок: слабый, средний, сильный удары оружием и пинок. По нажатию специальных комбинаций, персонаж может проводить захваты, контратаки, перехваты и уклонения.
В игру вернулась Шкала Ярости (англ. Rage Gauge). Она пополняется после каждого полученного персонажем урона. Полностью заполненная шкала даёт доступ к новым возможностям. Набрав полную шкалу, игрок может активировать режим ярости, увеличивающий силу персонажа на некоторое время и открывающий возможность нанести разоружающий соперника удар. Во время активации режима ярости происходит взрыв, отталкивающий противника и открывающий его для удара. После окончания действия режима ярости, игрок лишается возможности использовать шкалу до конца матча.
Каждый персонаж имеет Особый Специальный Приём (англ. Super Special Move), который при попадании по сопернику наносит очень мощный урон. Однако за весь матч его можно попытаться исполнить только один раз.
В игре задействован обучаемый искусственный интеллект. Игрок может создать свой так называемый призрак. ИИ будет наблюдать за действиями игрока, а потом пытаться их копировать. В бою с собственным призраком игрок может обнаружить слабые стороны своей игры.
В игру вернулись кровавые добивания, отсутствовавшие в прошлой номерной игре серии.

## Персонажи
Начальный ростер Samurai Shodown включает в себя 16 играбельных персонажей. В первый сезонный пропуск вошли ещё 4 персонажа. Отдельно был выпущен бесплатный DLC-персонаж Сидзуру Хисамэ. На EVO 2019 был анонсирован второй сезонный пропуск, выходящий в 2020 году. Первым персонажем из второй порции DLC станет Мина Мадзикина.
| Основной ростер | Основной ростер                                                                                      | DLC |
| --- | --- | --- |
| - Шарлотта - Дарли Деджер - Эрсквейк - Галфорд - Гэндзюро Кибагами - Ханзо Хаттори - Хаомару - Джюбэй Ягю - Кёсиро Сэнрё | - Накоруру - Сики - Там Там - Укё Татибана - Ясямару Курама - Ёшитора Токугава - У Жуйсян - Сидзука1 | - Басара - Римуруру - Кадзуки Кадзама - Согетсу Кадзама - Вань-Фу - Сидзумару Хисамэ - Мина Мадзикина - Варден |

↑  Неиграбельный босс

## Отзывы
| Сводный рейтинг | Сводный рейтинг | Сводный рейтинг |
| Издание         | Оценка          | Оценка          |
| Издание         | PS4             | Xbox One        |
| --------------- | --------------- | --------------- |
| GameRankings    | 80,13 %         | N/A             |
| Metacritic      | 81/100          | 78/100          |

Samurai Shodown получил в основном положительные оценки критиков. Версии для PlayStation 4 и Xbox One имеют 81 и 78 балл на Metacritic соответственно. Высоких похвал удостоилась глубокая боевая система игры и улучшенная графика, относительно прошлых файтингов SNK — The King Of Fighters XIV и SNK Heroines: Tag Team Frenzy. Из минусов игры был отмечен недостаток синглплеерного контента.